# 朱利安·布里姆
朱利安·亞歷山大·布里姆（Julian Alexander Bream，1933年6月15日—2020年8月14日）出生于英格兰，是一位古典吉他和鲁特琴演奏家。